# Отіс Бартон
Фредерік Отіс Бартон (англ. Frederick Otis Barton; 5 червня 1899 — 15 квітня 1992) — американський гідронавт і винахідник, актор, кінопродюсер, кінооператор, кінорежисер та письменник.

## Біографія
Фредерік Отіс Бартон народився в Нью-Йорку в заможній родині та здобув освіту в Колумбійському університеті.
Бартон сконструював першу батисферу і здійснив її будівництво власним коштом. У червні 1930 року біля Бермудських островів він разом із Вільямом Бібі здійснив занурення на глибину 183 метри, встановивши світовий рекорд. Чотири роки вони збільшили глибину занурення до 900 метрів.
Незабаром Бібі втратив інтерес до цього заняття, проте Бартон продовжив занурення і в 1948 встановив новий рекорд, занурившись на 1370 метрів у бентоскопі, який був спроектований ним спільно з Морісом Неллсом.
Бартон виконав головну роль у голлівудському фільмі «Титани глибини» (Titans of the Deep, 1938). Він також написав книгу The World Beneath the Sea, опубліковану в 1953 році.
Фредерік Отіс Бартон помер 15 квітня 1992 році у 92-річному віці, за півтори місяці до свого 93-ліття.